# ویل گریگ
ویلیام دونالد گریگ (انگلیسی: William Donald Grigg؛ زادهٔ ۳ ژوئیهٔ ۱۹۹۱) بازیکن فوتبال اهل ایرلند شمالی است.